# Alpen Cup kobiet w kombinacji norweskiej 2019/2020
Alpen Cup kobiet w kombinacji norweskiej 2019/2020 to piąta edycja tego cyklu zawodów. Rywalizacja rozpoczęła się 5 sierpnia 2019 r. w niemieckim Klingenthal, a zakończyła się 23 lutego 2020 r. w austriackim Villach. Zawody były rozgrywane w Niemczech, Włoszech i Austrii.
Tytułu z poprzedniej edycji broniła Włoszka Daniela Dejori. W tym sezonie najlepsza okazała się Austriaczka Lisa Hirner.

## Kalendarz i wyniki
| Lp. | Data             | Miejscowość   | Dystans                 | 1. miejsce                                                  | 2. miejsce                                                | 3. miejsce                                        |
| --- | ---------------- | ------------- | ----------------------- | ----------------------------------------------------------- | --------------------------------------------------------- | ------------------------------------------------- |
| 1.  | 5 sierpnia 2019  | Klingenthal   | Gundersen HS85/3 km     | Daniela Dejori                                              | Annika Sieff                                              | Cindy Haasch                                      |
| 2.  | 9 sierpnia 2019  | Bischofsgrün  | Gundersen HS71/4 km     | Daniela Dejori                                              | Annika Sieff                                              | Marie Nähring                                     |
| 3.  | 21 września 2019 | Val di Fiemme | Start masowy HS106/5 km | Lisa Hirner                                                 | Annika Sieff                                              | Annalena Slamik                                   |
| 4.  | 22 września 2019 | Val di Fiemme | Gundersen HS106/2,5 km  | Lisa Hirner                                                 | Johanna Bassani                                           | Jenny Nowak                                       |
| 5.  | 21 grudnia 2019  | Seefeld       | Gundersen HS109/5 km    | Annalena Slamik                                             | Lisa Hirner                                               | Annika Sieff                                      |
| 6.  | 22 grudnia 2019  | Seefeld       | Gundersen HS109/2,5 km  | Lisa Hirner                                                 | Johanna Bassani                                           | Annika Sieff                                      |
| 7.  | 1 lutego 2020    | Schonach      | Gundersen HS106/5 km    | Odwołano                                                    | Odwołano                                                  | Odwołano                                          |
| 8.  | 2 lutego 2020    | Schonach      | Gundersen HS106/2,5 km  | Odwołano                                                    | Odwołano                                                  | Odwołano                                          |
| 9.  | 22 lutego 2020   | Villach       | Gundersen HS68/4 km     | Emilia Görlich                                              | Annika Sieff                                              | Marie Nähring                                     |
| 10. | 23 lutego 2020   | Villach       | HS68/3x2 km             | Niemcy Marie Nähring · Nathalie Armbruster · Emilia Görlich | Niemcy Katharina Hieber · Magdalena Burger · Cindy Haasch | Austria Clara Mentil · Laura Pletz · Anja Rathgeb |
| 11. | 14 marca 2020    | Eisenerz      | Gundersen HS109/5 km    | Odwołano                                                    | Odwołano                                                  | Odwołano                                          |
| 12. | 15 marca 2020    | Eisenerz      | Gundersen HS109/2,5 km  | Odwołano                                                    | Odwołano                                                  | Odwołano                                          |

## Klasyfikacja generalna
| M.  | Zawodnik        | Punkty |
| --- | --------------- | ------ |
| 1.  | Lisa Hirner     | 416    |
| 2.  | Annika Sieff    | 396    |
| 3.  | Johanna Bassani | 286    |
| 4.  | Annalena Slamik | 246    |
| 5.  | Jenny Nowak     | 240    |
| 6.  | Daniela Dejori  | 200    |
| 7.  | Ema Volavšek    | 196    |
| 8.  | Cindy Haasch    | 183    |
| 9.  | Emilia Görlich  | 175    |
| 10. | Silva Verbič    | 159    |